# Бойовий кінь (роман)

Афіша до фільму за романом Майкла Морпурго "Бойовий кінь"

«Бойовий кінь» — роман англійського письменника Майкла Морпурго, опублікований у 1982 році.

## Історія роману
Майкл Морпурго написав роман «Бойовий кінь» у Великій Британії в 1982 році. У 2007 році на його основі створена вистава Ніка Стаффорда, яку в Національному театрі Великої Британії презентували режисери Том Морріс і Маріанн Елліот. У 2011 році за однойменним романом Майкла Морпурго американський режисер Стівен Спілберг вийшов фільм, військова драма,  «Бойовий кінь».

## Тема та проблематика
Тема роману — зображення реалій війни, відображення її абсурдності та трагічних наслідків для звичайних людей і тварин.

### Порушені проблеми
- Війна і її наслідки: Перша світова війна, її жорстокість, руйнівний вплив на людей і тварин. Джоуї передає свої відчуття під час битв: "Шум, дим, крики та хаос — це було несхоже ні на що, що я коли-небудь знав".
- Дружба і вірність: Сильний зв'язок між Джоуї (конем) і Альбертом як приклад відданості. Альберт обіцяє повернути друга: "Я знайду тебе, Джоуї. Де б ти не був, я знайду тебе".
- Моральна стійкість: Питання виживання, людяності та співчуття навіть у найважчих умовах. "Якщо ми можемо допомогти цій істоті, то чому ми не можемо зупинити війну?"
- Роль тварин у житті людей: Автор показує, як тварини можуть стати джерелом підтримки та людяності. Джоуї відчуває підтримку Альберта після возз'єднання: "З ним поруч я знав, що можу пережити будь-що".

Головна думка роману полягає в тому, що навіть у найжорстокіших обставинах війни є місце для людяності, дружби й співчуття. Твір закликає цінувати життя, осмислювати абсурдність воєнних конфліктів. Кінь Джоуї є свідком і жертвою війни, символізує страждання, які війна приносить усім живим істотам.

## Композиція роману
Композиція роману має деякі особливості: Циклічність: Історія починається і закінчується в мирних умовах, що підкреслює важливість повернення до нормального життя після трагедії Перспектива: Роман розповідається від першої особи — коня Джоуї. Це надає твору унікального звучання, адже читач сприймає війну крізь призму безневинної істоти.

### Основні структурні елементи твору
- Експозиція. Розповідь про життя Джоуї на фермі Альберта. Роман починається описом мирного життя коня в англійському селі. Між хлопцем і конем зароджується глибока дружба. Але виникають фінансові труднощі, які змушують батька Альберта продати коня армії.
- Зав'язка. Продаж коня на фронт. Джоуї розповідає про розпач Альберта, передає сильний емоційний зв'язок між людиною і твариною. Обставини війни руйнують близькі стосунки. Кінь стає частиною британської кавалерії, занурюється у суворий світ Першої світової війни. На фронті він зустрічає інших коней і людей, кожен з яких залишає свій слід у його долі.
- Розвиток подій. Подорож Джоуї через бої та взаємодія з різними людьми. Джоуї стає свідком жахливих боїв, жорстокості і втрат. Кінь опиняється по обидва боки конфлікту, виконує завдання для британців і німців. У сцені, де британський і німецький солдати спільно допомагають Джоуї, що застряг у колючому дроті, розкривається ідея про людяність, яка перевищує межі війни. Емоційної глибини додає момент дружби між Джоуї та іншим конем Топтором.
- Кульмінація. Зустріч Джоуї та Альберта після багатьох років розлуки. Джоуї потрапляє в небезпеку через виснаження і поранення. Він стає символом страждань війни. Його доля змінюється, коли його знаходить Альберт. Ця подія демонструє, що дружба і вірність можуть витримати навіть найважчі випробування.
- Розв'язка. Після війни Джоуї та Альберт повертаються до мирного життя, отже, історія завершується на оптимістичній ноті.

## Особливості жанру
Роман має характерні риси кіноповісті, зокрема, структурованість на епізоди та епічну широту зображення подій.

## Екранізації
- 2011: «Бойовий кінь», Стівен Спілберг,США.